# Жизнь Харли
«Жизнь Харли» (англ. Stuck in the Middle, «Застряла в середине») — комедийный сериал Disney Channel от Disney Channel Original Series с Дженной Ортегой в главной роли. Сериал был создан Элисон Браун и Линде Видетти . Производство началось в 2015 году, а премьера была запланирована на 14 февраля 2016 года в качестве предварительного просмотра. Официальная премьера сериала состоялась 11 марта 2016 года. Сериал снят одной камерой в формате фильма, аналогично сериалу JONAS. В РФ премьера состоялась на канале Disney.
15 июня 2016 года был официально анонсирован второй сезон сериала, а 22 августа 2017 года — третий. 30 марта 2018 года было подтверждено, что сериал закроют после трёх сезонов .

## Сюжет
Сюжет сериала сосредоточен на Харли Диас. Она средний ребёнок в семье, состоящей из родителей и семерых детей. Харли в каждой серии рассказывает, как она справляется с жизнью в такой большой семье.

## Актёрский состав

### Основной
- Дженна Ортега в роли Харли Диас
- Ронни Хоук в роли Рэйчел Диас (сезоны 1-2)[5]
- Исак Пресли в роли Итана Диаса
- Ариана Гринбатт в роли Дафны Диас
- Николас Мехтель в роли Льюи Диаса
- Малачи Бартон в роли Биста Диаса
- Кайла Мазонет в роли Джорджи Диас
- Серена Винсент в роли Сьюзи Диас
- Джо Нинвес в роли Тома Диаса

### Второстепенный
- Лорен Причард в роли Бетани Питерс
- Лулу Ламброс в роли Элли Питерс
- Бретт Прайсрс в роли Каффа
- Джошуа Бассетт в роли Эйдана Питерса

## Эпизоды
| Ряд | Ряд | Эпизоды | Оригинальный выпуск | Оригинальный выпуск | Оригинальный выпуск | Оригинальный выпуск |
| Ряд | Ряд | Эпизоды | Премьера сериала    | Финал сериала       | Премьера сериала    | Финал сериала       |
| --- | --- | ------- | ------------------- | ------------------- | ------------------- | ------------------- |
|     | 1   | 17      | 14 февраля 2016     | 22 июля 2016        | 27 февраля 2017     | ?                   |
|     | 2   | 21      | 3 февраля 2017      | 27 октября 2017     | ?                   | ?                   |
|     | 3   | 21      | 8 декабря 2017      | 23 июля 2018        | —                   | —                   |